# Мікошова
Мікошова (пол. Mikoszowa) — село в Польщі, у гміні Жарув Свідницького повіту Нижньосілезького воєводства.
Населення — 154 особи (2011).
У 1975-1998 роках село належало до Валбжиського воєводства.

## Демографія
Демографічна структура станом на 31 березня 2011 року:
|          | Загалом | Допрацездатний вік | Працездатний вік | Постпрацездатний вік |
| -------- | ------- | ------------------ | ---------------- | -------------------- |
| Чоловіки | 82      | 14                 | 60               | 8                    |
| Жінки    | 72      | 13                 | 45               | 14                   |
| Разом    | 154     | 27                 | 105              | 22                   |